# Stora Svartsjön, Småland
Stora Svartsjön är en sjö i Västerviks kommun i Småland och ingår i Storån-Botorpsströmmens kustområde. Sjön har en area på 0,185 kvadratkilometer och ligger 64,6 meter över havet. Sjön avvattnas av vattendraget Gunneboån.

## Delavrinningsområde
Stora Svartsjön ingår i det delavrinningsområde (640689-153104) som SMHI kallar för Inloppet i Fälgaren. Medelhöjden är 79 meter över havet och ytan är 12,11 kvadratkilometer. Det finns inga avrinningsområden uppströms utan avrinningsområdet är högsta punkten. Avrinningsområdets utflöde Gunneboån mynnar i havet. Avrinningsområdet består mestadels av skog (72 %) och jordbruk (15 %). Avrinningsområdet har 0,38 kvadratkilometer vattenytor vilket ger det en sjöprocent på 3,1 %.